# Lucas Vinicius Gonçalves Silva
Lucas Vinicius Gonçalves Silva (nacido el 14 de septiembre de 1991) es un futbolista brasileño que se desempeña como delantero.
Jugó para clubes como el Shonan Bellmare, Portimonense, PFC CSKA Sofía, Sergipe, Resende, Luverdense, FC Zimbru Chișinău, Criciúma y Goiás.

## Trayectoria

### Clubes
| Club               | País     | Año  |
| ------------------ | -------- | ---- |
| Shonan Bellmare    | Japón    | 2011 |
| Portimonense       | Portugal | 2012 |
| PFC CSKA Sofía     | Bulgaria | 2012 |
| Sergipe            | Brasil   | 2013 |
| Mogi Mirim         | Brasil   | 2013 |
| Caxias do Sul      | Brasil   | 2014 |
| Sergipe            | Brasil   | 2015 |
| Resende            | Brasil   | 2015 |
| São Bento          | Brasil   | 2015 |
| Luverdense         | Brasil   | 2016 |
| Sergipe            | Brasil   | 2016 |
| FC Zimbru Chișinău | Moldavia | 2016 |
| Cruzeiro           | Brasil   | 2017 |
| América            | Brasil   | 2017 |
| Criciúma           | Brasil   | 2017 |
| Goiás              | Brasil   | 2018 |